# 12746 Yumeginga
12746 Yumeginga este un asteroid din centura principală de asteroizi.

## Descriere
12746 Yumeginga este un asteroid din centura principală de asteroizi. A fost descoperit pe 16 noiembrie 1992 la Kitami de Masayuki Yanai și Kazuro Watanabe. Asteroidul prezintă o orbită caracterizată de o semiaxă mare de 2,24 ua, o excentricitate de 0,19 și o înclinație de 4,7° în raport cu ecliptica.